# Adh-Dhàhir (fatimita)
Abu-l-Hàssan Alí ibn al-Hàkim adh-Dhàhir li-izaz-din-Al·lah (àrab: أبو الحسن علي بن الحاكم الظاهر لإعزاز دين الله, Abū l-Ḥasan ʿAlī ibn al-Ḥākim aẓ-Ẓāhir li-iʿzāz dīn Allāh), més conegut pel seu làqab adh-Dhàhir (el Caire, 20 de juny de 1005 - ?, 13 de juny de 1036), fou califa fatimita del Caire (1021-1036). Era fill del califa al-Hàhim
Després de la desaparició del califa al-Hàkim el 14 de febrer de 1021, Sitt-al-Mulk, la seva germanastra, va refusar reconèixer els drets de l'hereu (wali al-ahd) designat el 1014/1015, Abu-l-Qàsim Abd-al-Rahim (o Abd-al-Rahman) ibn Ilyas, cosí d'al-Hàkim, que era governador de Damasc. Cridat al Caire fou "suïcidat" uns mesos després. Sitt-al-Mulk, la filla del califa al-Aziz, que havia estat sovint humiliada a palau després de la mort del seu pare, va imposar llavors com a califa al seu nebot Abu-l-Hasan Ali (nascut el 1105) que tenia 16 anys, i va ordenar fer el jurament o baya pública (28 de març de 1021). Sitt-al-Mulk era cristiana i va exercir el poder efectiu, actuant com una veritable dona d'estat. Va negociar una treva amb l'Imperi Romà d'Orient. Sitt-al-Mulk va governar fins a la seva mort el febrer del 1023. Just estava a punt de signar-se la treva entre l'Imperi Romà d'Orient i el califat fatimita, que va quedar aturada per la seva mort. Llavors adh-Dàhir va agafar les regnes personalment, donant immediatament mostres d'incapacitat. No tenia cap preocupació política, moral o religiosa, i només es preocupava de viure bé, amb bon vi i esclaves, de preferència negres (de les quals l'abastia un mercader jueu que després fou visir, Abu Sad Ibrahim ibn Sahl al-Tustari).
No va tenir desitjos d'exercir personalment el poder delegant les responsabilitats en el seu entorn. El 1024/1025 i va haver una greu escassetat seguida d'una epidèmia; alguns disturbis es van produir a ciutats i zones rurals, i tres tribus síries (el Tayy Banu l-Jarrah de Transjordània contra Ramla, els kalbites adawites de Palmira contra Damasc, i els kilabites mirdàsides contra Alep) van amenaçar el poder fatimita a la regió. El 1027 no obstant es va arribar a un acord provisional amb els romans d'Orient que establia que les oracions a la mesquita de Constantinoble es ferien en nom del califa o imam fatimita i en contrapartida l'emperador podria restaurar el sant Sepulcre de Jerusalem (cremat per orde d'al-Hàkim) i totes les esglésies cristianes d'Egipte que haguessin estat destruïdes excepte les que havien estat transformades en mesquites.
L'abril/maig del 1027 fou nomenat visir l'iraquià Abu-l-Qàsim Ali ibn Àhmad al-Jarjarai, antic intendet de Sitt-al-Mulk i que havia assolit una alta posició a palau des de 1025, càrrec que estava força anys vacant (havia estat suprimit per al-Hàkim). L'eficaç general turc Anush Takin al-Dizbari va restaurar el poder fatimita a Palestina i Síria del sud i central després de la decisiva victòria sobre la coalició beduïna en la batalla d'al-Ukhuwana a l'est del llac Tiberíades (maig de 1029).
El 1032 una expedició militar conjunta fatimita-romana d'Orient va expulsar al drusos del Jabal Summak; molts drusos foren acorralats a les coves de la regió i massacrats. Finalment l'acord definitiu de treva entre els dos estats es va signar el 1034. Una clàusula establia que en cas de fam en un dels dos estats l'altra transferiria blat de les reserves a l'afectat.
Adh-Dhàhir va morir als 32 anys el 13 de juny de 1036. El va succeir el seu fill Abu Tamim Maadd al-Mústansir.